# خاولین
خاولین (به اسپانیایی: Jaulín) یک دهستان در اسپانیا است که در استان ساراگوسا واقع شده‌است. خاولین ۴۶ کیلومتر مربع مساحت و ۳۰۷ نفر جمعیت دارد.